# کتاب تدوینی
کتاب تدوینی یا مجموعه‌مقالات تدوینی مجموعه‌ای از مقالات علمی با نویسندگان متفاوت است که به‌صورت فصل‌های مختلف یک کتاب منتشر می‌شوند. مقالاتِ کتاب تدوینی معمولاً اولین بار منتشر می‌شوند و بازنشر نیستند.
اصطلاحات جایگزین برای کتاب تدوینی عبارت‌اند از: کتاب چندمؤلفی و کتاب اشتراکی. همه این اصطلاحات نشان می‌دهد کتاب مجموعه‌ای از فصل‌هایی است که نویسندگان مختلف در آن همکاری کرده و توسط یک ویراستار هماهنگ شده‌اند. کتاب‌های تدوینی خصوصاً در نشر دانشگاهی مورد توجه است چون دیدگاه‌ها و تجربیات متفاوتی را در یک موضوع مشترک ارائه می‌دهد.
کتاب تدوینی با گلچین (anthology)، یعنی مجموعه‌ای بازنشرشده از آثار کوتاه ادبی نویسندگان مختلف است. همچنین با مجموعه‌مقالات که آثار قبلاً منتشرشدهٔ نویسنده را با انتخابِ ناشر گرد هم می‌آورد تفاوت دارد. کتاب تدوینی همچنین با مجموعه‌متون (Reader) یعنی متون جمع‌آوری‌شده با هدف یادگیری متفاوت است. بالأخره اینکه کتاب تدوینی با مجموعه‌مقالات همایش شامل مقالات نویسندگان مختلف که در یک کنفرانس علمی ارائه شده، تفاوت دارد.

## ویژگی‌ها
کارو لوکس معتقد است در ایران به کتاب تدوینی بهای زیادی داده نشده‌است. او ویژگی‌های این نوع کتاب را موارد زیر می‌داند:
- سریع‌تر جمع‌آوری می‌شود.
- معمولاً روزآمد است.
- دیدگاه‌های مختلف را دربرمی‌گیرد و یک دیدگاه واحد را نشان نمی‌دهد.[۱]

## نقش ویراستار
ویراستار یا تدوین‌گر کتاب تدوینی، نقش اصلی را در طراحی و تولید کتاب دارد. وی مسئول تعیین هدف، ساختار و سبک کتاب (پیش‌بینی‌شده در پیشنهادهٔ کتاب)، امضای قرارداد کتاب با ناشر علاقه‌مند؛ و انتخاب نویسندگانی که فصول (و احتمالاً پیشگفتار) را می‌نویسند است. انتخاب نویسندگان ممکن است به‌صورت فراخوان علنی باشد یا به صورت خصوصی انجام شود. ویراستار همچنین وظیفه دارد نوشتن مقالات را طبق برنامه پیش ببرد و رابط بین ناشر و نویسندگان باشد. با این حال، کار «تعقیب مشارکت» می‌تواند مهم باشد.
ویرایشگر همچنین ممکن است با نوشتن برخی از فصل‌ها (اغلب با نویسندگان دیگر) و به ویژه با تهیه یک مقدمه، یک مقدمه یا یک کلمه زیر که خلاصه ای از نکات اصلی است، در حجم جلد کمک کند. سردبیر همچنین قبل از ارسال نسخه خطی کتاب به ناشر، ویرایش‌های زبانی و بنیادی فصل‌ها را انجام می‌دهد، و بررسی نویسندگان و تصحیح اثبات (پیش چاپ‌ها) را هماهنگ می‌کند.

## مسئولیت نویسندگانِ مقالات
نویسندگان فصلهای جداگانه «موافقت‌نامه مشارکت‌کننده» را امضا می‌کنند که موضوع و طول فصل مورد نظر، مهلت تحویل، خط مشی حق چاپ و غرامت (مثلاً نسخه‌های کتاب چاپی) را شرح می‌دهد. با پذیرش مشارکت در کتاب، آنها موافقت می‌کنند که فصل‌های خود را با توجه به سبک کتاب، برای مثال، تنظیم سرفصل‌ها، تصاویر، قالب بندی و سایر ویژگی‌های متن تهیه کنند.